# 索佐尼夫卡 (伊瓦尼夫卡區)
46°47′1″N 30°39′49″E / 46.78361°N 30.66361°E
索佐尼夫卡（烏克蘭語：Созонівка）是位於烏克蘭西南部的村莊，由敖德萨州敖德萨区的克拉斯諾西爾卡市鎮負責管轄。該村始建於1936年，面積0.22平方公里，海拔高度40米，2001年人口82，人口密度每平方公里377.88人。